# 八木久兵衛
八木 久兵衛（やぎ きゅうべえ、1849年4月21日（嘉永2年3月29日）- 1923年（大正12年）11月29日）は、明治から大正時代の政治家、実業家、銀行家。貴族院多額納税者議員。

## 経歴
仙台大町の小間物商「紅久」の4代目。味噌、醤油醸造業を営んだ。1884年（明治17年）仙台味噌醸造所社長になる。ほか、宮城貯蓄銀行、七十七銀行各頭取、仙台瓦斯社長、仙台商業会議所会頭、宮城県工業会副会長、仙台市会議員などを歴任した。凶作対策に尽力し、また、仙台市営電車事業の推進に関与した。
1918年（大正7年）宮城県多額納税者として貴族院議員に互選され、同年9月29日から1923年（大正12年）8月29日まで在任した。

## 逸話
八木が大正期に購入した八木山を、八木家で70万円を投資し市民の憩いの場として開発し、その後、仙台市に寄付された。